# Phyllopetalia pudu
Phyllopetalia pudu – gatunek ważki z rodziny Austropetaliidae. Występuje na południowym zachodzie Ameryki Południowej – w środkowej części Chile (Region Metropolitalny Santiago, regiony Biobío, Araukania i Los Lagos) oraz na przyległym obszarze Argentyny (zachodnie części prowincji Neuquén, Río Negro i Chubut).